# Johann Jacob Baeyer
Johann Jacob Baeyer (Berlim, 5 de novembro de 1794 – Berlim, 10 de setembro de 1885) foi um geodesista e tenente-general do Exército Prussiano. Foi o primeiro diretor do Königlich Preußisches Geodätisches Institut, sendo reconhecido como fundador da Associação Internacional de Geodesia. Pai do laureado com o Nobel de Química Adolf von Baeyer. Foi um luterano.
Está sepultado no Cemitério III das comunidades da Igreja de Jerusalém e Nova Comunidade da Igreja em Berlim.